# 6412 Kaifu
6412 Kaifu eller 1993 TL2 är en asteroid i huvudbältet som upptäcktes den 15 oktober 1993 av de båda japanska astronomerna Kazuro Watanabe och Kin Endate vid Kitami-observatoriet. Den är uppkallad efter den japanske astronomen Norio Kaifu.
Den tillhör asteroidgruppen Vesta.